# Lunca de Jos, Harghita
Lunca de Jos (în maghiară Gyimesközéplok) este satul de reședință al comunei cu același nume din județul Harghita, Transilvania, România.